# Щирино
Щи́рино — опустевшая деревня в Торопецком районе Тверской области. Входит в состав Плоскошского сельского поселения.
Расположена примерно в 12 километрах к западу от села Волок на реке Кунья.
Население по переписи 2010 года — 0 человек.
Последний житель умер в 1998 году.